# Museo de Raqqa
El Museo de Raqqa (en árabe: متحف الرقة) también conocido como el Museo Ar-Raqqah o Museo Rakka, fue fundado en 1981 en donde se ubicaba un antiguo palacio. El museo está dedicado a la preservación de la cultura de la provincia de Raqqa (Ar-Raqqah). El primer piso del museo consta de tres secciones: Vestigios antiguos, clásicos y arte moderno. El segundo piso está dedicado al arte árabe e islámico.